# Listă de filme sovietice din 1977
- Filme sovietice din: 1976 — 1977 — 1978

Aceasta este o listă de filme produse în Uniunea Sovietică în 1977.
| Titlu                                     | Titlu original                               | Regizor                             | Distribuție                                           | Gen             | Note                                                                                  |
| ----------------------------------------- | -------------------------------------------- | ----------------------------------- | ----------------------------------------------------- | --------------- | ------------------------------------------------------------------------------------- |
| 1977                                      |                                              |                                     |                                                       |                 |                                                                                       |
| Idilă la serviciu                         | Служебный роман                              | Eldar Ryazanov                      | Andrei Miagkov, Alisa Freindlich                      | Comedie         |                                                                                       |
| Înarmat și foarte periculos               | Вооружён и очень опасен                      | Vladimir Vainștok                   | Donatas Banionis, Mircea Veroiu, Liudmila Sencina     | Western         |                                                                                       |
| Incognito în Saint Petersburg             | Инкогнито из Петербурга                      | Leonid Gaidai                       | Anatolii Papanov, Serghei Migițko și Nonna Mordiukova | Film de comedie |                                                                                       |
| Mama                                      | Мама                                         | Elisabeta Bostan                    |                                                       |                 | Coproducție Franța-România-URSS                                                       |
| Piesă neterminată pentru pianină mecanică | Неоконченная пьеса для механического пианино | Nikita Mihalkov                     | Aleksandr Kaliaghin, Elena Solovei                    | dramatic        | Festivalul Internațional de Film de la San Sebastian (1977) - Premiul „Scoica de Aur” |
| Sărbătoarea cartofilor copți              | Праздник печёной картошки                    | Iuri Illienko                       | Liudmîla Iefîmenko, Roman Gromadski                   | dramatic        |                                                                                       |
| Șoimul                                    | Мимино                                       | Georgi Daneliya                     | Vakhtang Kikabidze, Frunzik Mkrtceian, Evgheni Leonov | Comedie         | A primit Premiul de aur la Festivalul Internațional de Film de la Moscova, ed. a 10-a |
| Soldații victoriei                        | Солдаты свободы                              | Iuri Ozerov                         | Mihail Ulianov, Evgheni Matveiev, Vasili Lanovoi      | Dramă istorică  |                                                                                       |
| Stepa                                     | Степь                                        | Serghei Bondarciuk                  | Oleg Kuznețov, Vladimir Sedov, Nikolai Trofimov       | dramatic        | Adaptare a nuvelei omonime a lui Anton Cehov.                                         |
| About Red Cap                             | Про Красную Шапочку                          | Leonid Neciaiev                     | Iana Poplavskaia                                      |                 |                                                                                       |
| The Ascent                                | Восхождение                                  | Larisa Șepitko                      | Boris Plotnikov                                       |                 |                                                                                       |
| Birthday                                  | Ад Ҝүнү                                      | Rasim Ojagov                        |                                                       |                 |                                                                                       |
| Certificate of poverty                    | Свидетельство о бедности                     |                                     |                                                       |                 |                                                                                       |
| Destiny                                   | Судьба                                       | Evgheni Matveiev                    | Olga Ostroumova, Iury Iakovlev, Irina Skobțeva        | Drama           |                                                                                       |
| Lone Wolf                                 | Бирюк                                        | Roman Balayan                       |                                                       |                 | A intrat în competiție la Festivalul Internațional de Film de la Berlin, ed. a 28-a   |
| Noapte peste Chile                        | Ночь над Чили                                | Sebastián Alarcón, Alexandr Kosarev |                                                       |                 | A intrat în competiție la Festivalul Internațional de Film de la Moscova, ed. a 10-a  |
| White Bim Black Ear                       | Белый Бим Чёрное ухо                         | Stanislav Rostoțki                  |                                                       |                 |                                                                                       |
| Wounded Game                              | Подранки                                     | Nikolai Gubenko                     |                                                       |                 | A intrat în competiție la Festivalul Internațional de Film de la Cannes din 1977      |
| Duminică noaptea                          | Воскресная Ночь                              | Viktor Turov                        | Piotr Veliaminov, Elena Vodolazova, Vladimir Novikov  | Dramatic        | Premiul pentru cea mai bună actriță (Liudmila Zaițeva) la Festivalul Unional de Film  |

- Nesovershennoletniye